# Закони на Пийл
Законите на Пийл (на английски: Peel's Acts) е са поредица от закони в Англия и Ирландия, приети през 1827 – 1832 година.
Съставени по инициатива на вътрешния министър Робърт Пийл, те имат за цел модернизацията и консолидацията на наказателното право, като премахват 316 действащи дотогава наказателни статута. Те не успяват да постигнат напълно целта си и през 1861 година са заменени от нови Закони за консолидация на наказателното право.